# Camille Devouassoux
Pour les articles homonymes, voir Devouassoux (homonymie).
Pas d'image ? Cliquez ici
Camille Devouassoux, né au hameau des Ouafres près d'Argentière le 29 octobre 1900, où il est mort le 23 septembre 1965, est un alpiniste et guide français, glaciairiste de premier ordre et compagnon de cordée d'Armand Charlet.

## Biographie
Surnommé « Camille à Pic », Camille Devouassoux pratique la montagne dès 1909. Plus tard, il est employé des chemins de fer et est finalement admis à la Compagnie des guides de Chamonix en 1928. Camille Devouassoux est avec Charlet l'un des premiers guides membres du Groupe de haute montagne et fait partie des premiers à s'exercer dans le massif de Fontainebleau.

## Ascensions
- 1920 - Aiguille du Belvédère
- 1925 - Première ascension du Petit Capucin (3 425 m) avec Armand Charlet et Roger Frison-Roche
- 1925 - Première ascension du Trident du Chardonnet (3 500 m) avec Armand Charlet et Roger Frison-Roche
- 1926 - Première ascension de la face sud du Grand Perron avec Armand Charlet
- 1926 - Première traversée des aiguilles Rouges du Dolent avec Armand Charlet
- 1927 - Première traversée (et à skis) du col des Nantillons, point culminant du glacier des Nantillons, avec Armand Charlet
- 1927 - Première ascension hivernale de l'aiguille du Grépon avec Armand Charlet
- 1928 - Troisième parcours de l'arête sud de l'aiguille du Fou
- 1929 - Versant du Nant-Blanc à l'aiguille Verte avec Armand Charlet
- 1929 - Ouverture de l'itinéraire de l'éperon nord à l'aiguille du Chardonnet avec André Migot
- 1938 - Première traversée hivernale des Drus avec Armand Charlet[3]